# Stazione di Figline Valdarno
La stazione di Figline Valdarno è una stazione ferroviaria  a servizio del comune di Figline Valdarno sulla linea ferroviaria Firenze-Roma (linea lenta) nel tratto fra Firenze e Arezzo.
È sita nei pressi dell'interconnessione con la linea direttissima Firenze-Roma.

## Storia
La stazione fu aperta dalla Società per le strade ferrate romane, che serviva molte ferrovie dell'Italia Centrale, in data 5 aprile 1863 con l'apertura della linea Pontassieve-Montevarchi estesa pochi mesi dopo a Terontola.
Il fabbricato viaggiatori è lo stesso costruito nel 1863 sopravvissuto ai disastri della Seconda guerra mondiale, mentre la pensilina e le banchine vennero costruite nel 1935 con il raddoppio della linea. Infatti nei primi anni di esercizio della stazione esisteva soltanto la banchina del binario 1; il binario 4, invece, fu costruito con l'attivazione della "direttissima" nel 1986.

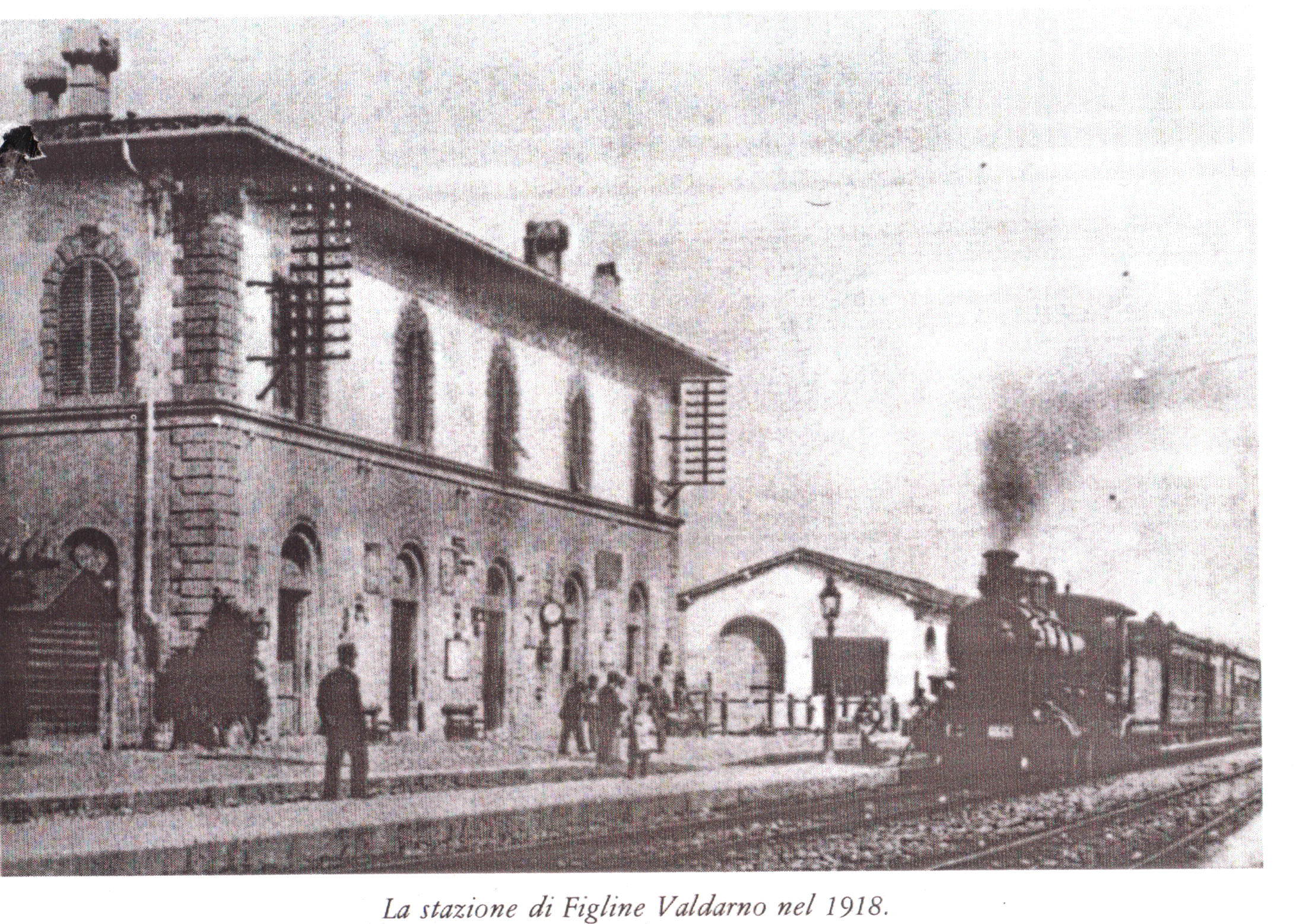
Vista della stazione nel 1918

Dopo pochi anni dall'inaugurazione la stazione sale agli onori della cronaca nazionale ed internazionale: il 4 novembre 1867 fu arrestato Giuseppe Garibaldi, che dopo aver subito una disfatta nella battaglia di Mentana si stava dirigendo a Livorno.
Il giorno dell'arresto una folla di Figlinesi aspettava l'eroe dei due mondi che sarebbe dovuto arrivare in stazione con il treno delle 16:47 per Firenze. Nel frattempo il colonnello Deodato Camosso era arrivato nella stazione di Figline con il treno delle 16:25 da Firenze insieme a sedici carabinieri e due compagnie di bersaglieri che ebbero il compito di sgombrare la folla dalla stazione e dalle sue adiacenze.
Una volta arrivato il treno di Garibaldi composto da quattro carrozze zeppe di volontari, il colonnello Camosso ordina a tutti di scendere sollevando un coro di insulti e fischi da parte dei volontari che insieme all'onorevole Francesco Crispi, accompagnavano Garibaldi il quale si rifiuta di scendere. Infine Garibaldi scende dal treno per esigenze fisiologiche, tuttavia esso si rifiuta di salire sul treno che lo trasporterà agli arresti domiciliari a Varignano. Garibaldi si fa condurre nella sala di attesa, dove richiede ed ottiene un pasto caldo; dopo poco il colonnello Camosso gli ordina di salire sul treno e prega Garibaldi di non costringerlo alla violenza. Garibaldi continua a disubbidire gli ordini di Camosso che a questo punto, ordina ai Carabinieri di trascinarlo con la forza sul treno. Garibaldi, ormai estenuato dalla lunghissima giornata, non oppone resistenza.

Garibaldi nelle sue "Memorie" ricorderà con queste parole il suo arresto nella stazione di Figline:

## Strutture e impianti
La stazione è impresenziata in quanto è gestita in telecomando dal Dirigente Centrale Operativo di Firenze Campo di Marte.
La gestione degli impianti è affidata a Rete Ferroviaria Italiana (RFI) controllata del gruppo Ferrovie dello Stato Italiane.

### Piazzale binari

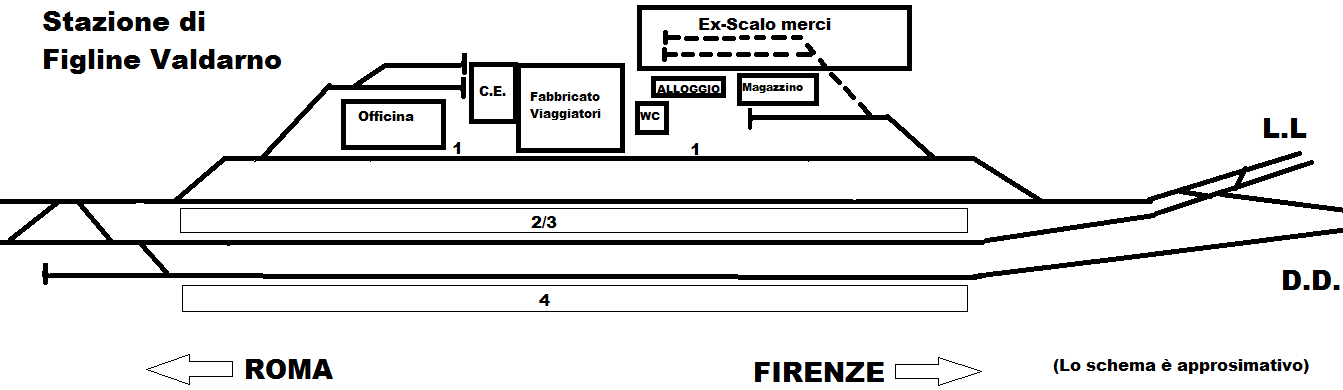
Schema grafico del piazzale binari

Il piazzale si compone di quattro binari più due tronchi al lato sud della stazione. Tutti sono provvisti di banchina ma solo i binari 2 e 3 hanno una pensilina in ferro battuto (risalente al raddoppio della linea avvenuto nel 1935) mentre il binario 4 dispone di una piccola pensilina riparapioggia in acciaio e plexiglas (installata nel 2009); tutte le banchine sono collegate fra loro da un sottopassaggio di proprietà del comune.
L'area dell'ex scalo merci ospita una stazione radio base del servizio Global System for Mobile Communications-Railway di Rete Ferroviaria Italiana.

### Fabbricati

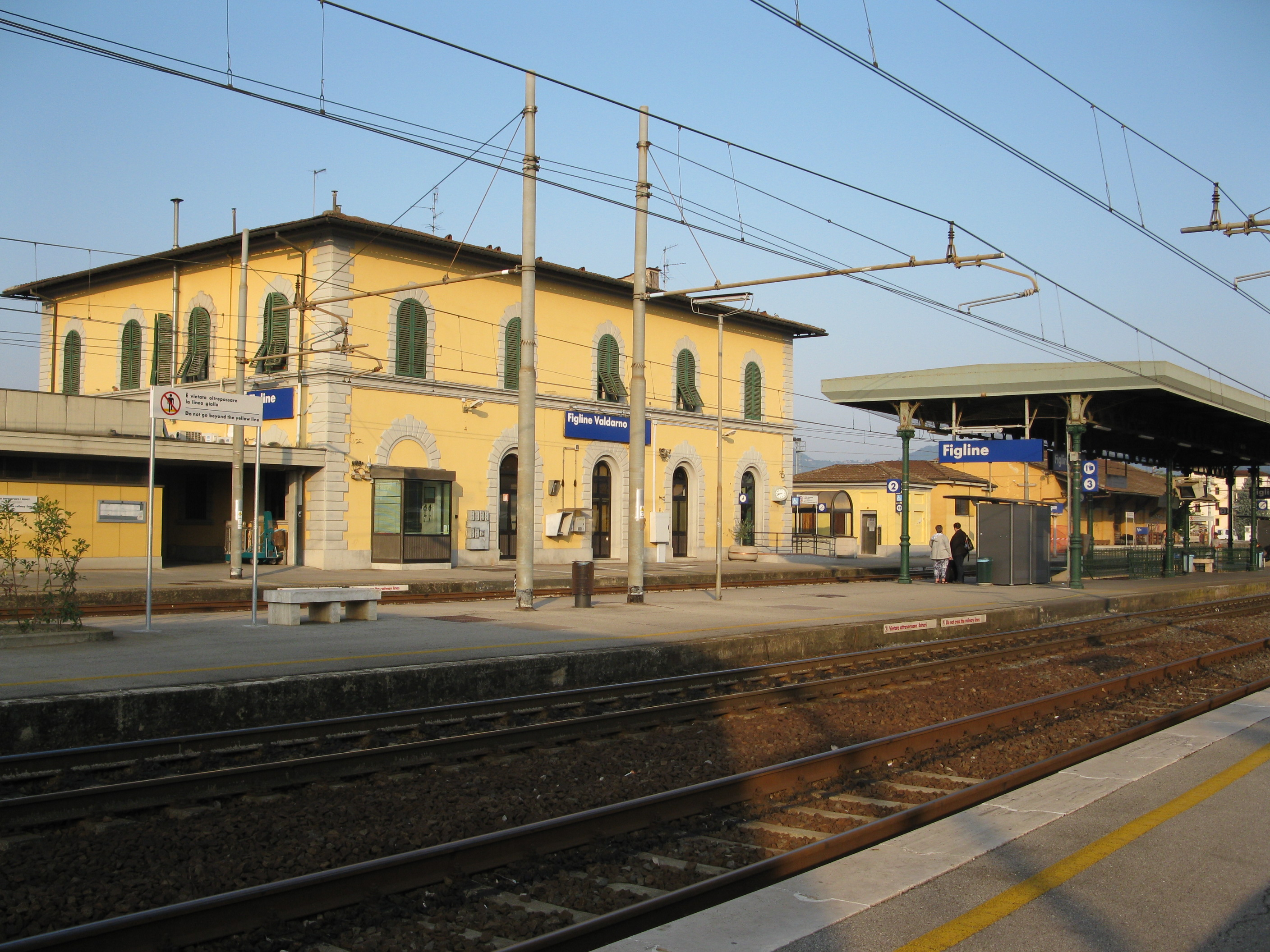
La stazione a settembre 2009

Il fabbricato viaggiatori è una struttura di fine '800 in muratura; il fabbricato si compone su due piani: il primo piano è una abitazione privata mentre il piano terra offre i servizi per i viaggiatori e l'ex ufficio del capostazione.
Accanto al fabbricato viaggiatori è presente un fabbricato ad un solo piano che ospita l'ufficio movimento, dove è presente l'apparato centrale elettrico a itinerari della stazione.
All'estremità sud della banchina del binario 1 si trova un altro fabbricato dove ha sede dell'officina riparazioni.
Sul lato nord del binario 1 ci sono altri piccoli fabbricati: il primo ospita i servizi igienici, più a nord, in un altro fabbricato, trovano posto gli alloggi per gli operai dell'officina riparazioni e infine il magazzino merci.

## Movimento

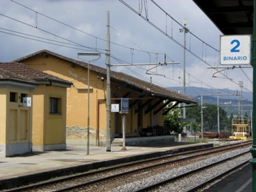
L'ex magazzino merci

La stazione è servita da treni regionali svolti da Trenitalia nell'ambito del contratto di servizio stipulato con la Regione Toscana secondo un orario cadenzato con la frequenza di quattro treni l'ora per direzione.
La stazione è la più frequentata del Valdarno e il traffico giornaliero passeggeri era al 2007 di 2666 unità circa è più di 3000 aumentando di circa il 20% in solo quattro anni.
Un treno ogni ora si dirige a Firenze senza fermate intermedie, gli altri passano sulla linea storica via Pontassieve.
L'impianto rappresenta, dopo Firenze, la seconda stazione della provincia (per flussi turistici).

## Servizi
La stazione, che RFI classificava nella categoria silver nel 2008, dispone di:
- Biglietteria a sportello
- Biglietteria automatica
- Sala d'attesa
- Servizi igienici
- Bar
- Ufficio postale

## Interscambi
La stazione permette i seguenti interscambi:
- Stazione taxi
- Fermata autobus (linee Etruria Mobilità e Autolinee Chianti Valdarno)